# 4239 Goodman
A 4239 Goodman (ideiglenes jelöléssel 1980 OE) a Naprendszer kisbolygóövében található aszteroida. Edward L. G. Bowell fedezte fel 1980. július 17-én.